# Violent Criminal Apprehension Program

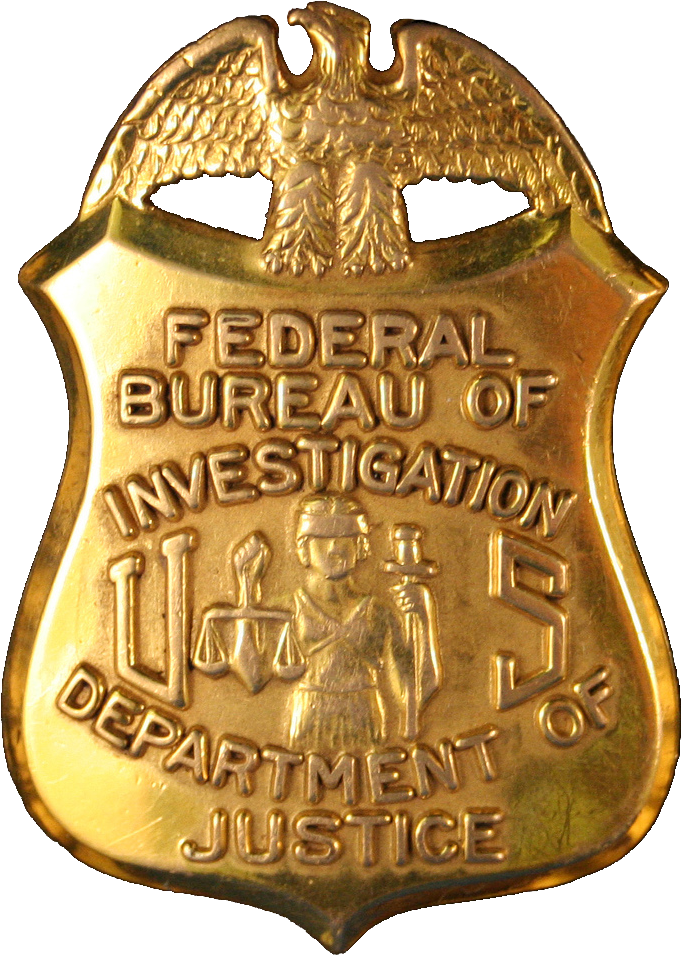
Badge d'agent spécial du Federal Bureau of Investigation.

Le Violent Criminal Apprehension Program, abrégé sous le sigle ViCAP, en français : programme d'arrestation pour actes criminels violents, est une unité du Federal Bureau of Investigation aux États-Unis, chargée de l’analyse des crimes violents et sexuels en série, située au sein du Critical Incident Response Group (en) (CIRG), au département du National Center for the Analysis of Violent Crime (en) (NCAVC),.

## Histoire
Le ViCAP est créé, en 1985, par le FBI à Quantico, en Virginie. Pierce Brooks, retraité vivant à Lakewood dans le Colorado, en est le premier directeur, principalement parce que, en tant que detective au Los Angeles Police Department, chargé des homicides, il avait été le premier à proposer l'idée, au FBI, au début des années 1980. Pierce Brooks est inspiré par l'affaire Harvey Glatman, sur laquelle il a travaillé et dans laquelle il avait compris que les homicides en série pouvaient être liés par leurs aspects caractéristiques. Dans l'affaire Harvey Glatman, il observe que les victimes sont attachées avec plus de cordes que nécessaire. D'autres éléments l'amènent à penser que les deux victimes, sur lesquelles il travaille, ne sont pas les premières. Il conclut qu'il serait plus facile de retrouver les victimes d'un assassin, si les informations étaient regroupées dans un lieu unique. Brooks obtient plus tard une subvention gouvernementale de 35 000 $ pour tenter de concrétiser son idée. En 1982, il rencontre Robert Ressler, profileur et agent du FBI, et discute de l'idée. Il est convaincu par Robert Ressler que le ViCAP doit être situé à Quantico, et non à Lakewood, comme le prévoyait initialement Pierce Brooks. Le ViCAP est mis en ligne le 29 mai 1985.

## Missions
Le ViCAP est conçu pour suivre et corréler les informations sur les crimes violents, en particulier les meurtres. Le FBI fournit le logiciel pour la base de données, qui est largement utilisée par les services répressifs nationaux et locaux afin de compiler des informations sur :
- les cas d'agression sexuelle,
- les homicides résolus et non résolus, en particulier ceux impliquant un enlèvement ou s'ils sont apparemment sans motif, sexuels ou aléatoires ou soupçonnés de faire partie d'une série,
- les personnes disparues, en cas de suspicion de crime,
- les personnes non identifiées, en cas de suspicion de crime[3].

Les cas, correspondant à ces catégories, peuvent être intégrés dans le système, par les responsables de l'application de la loi et comparés à d'autres affaires afin d'essayer d'établir des corrélations et de trouver des liens possibles. Le ViCAP est un outil pour résoudre de nombreuses affaires, y compris des cas anciens de plusieurs décennies et des affaires dans des États très différents. Le ViCAP est particulièrement utile pour identifier et traquer les tueurs en série, où des victimes distinctes ne seraient peut-être pas autrement reliées.
Le schéma qui relie les homicides en série est appelé communément la « signature ». Le ViCAP fonctionne en sachant que les homicides en série sont presque toujours à caractère sexuel et chaque meurtre commis porte une signature évolutive et cohérente. Cette signature reste la même lorsqu'il s'agit du premier fait, où s'il est commis dix ans plus tard.
Depuis sa création, en 1985, plus de 4000 agences et forces de police, ont soumis des affaires au ViCAP : en 2013, la base de données comprenait 84 000 affaires. À l'été 2008, le programme ViCAP a mis sa base de données à la disposition de tous les organismes d'application de la loi, au moyen d'un lien Internet sécurisé. Cela permet un accès en temps réel à la base de données et permet aux organismes d'entrer et de mettre à jour les cas directement dans la base de données.

### Source de la traduction
- (en) Cet article est partiellement ou en totalité issu de l’article de Wikipédia en anglais intitulé « Violent Criminal Apprehension Program » (voir la liste des auteurs).